# Al Jochim
Alfred August « Al » Jochim, né le 12 juin 1902 à Berlin et mort en mars 1980 à Lodi, est un gymnaste américain.
Jochim a participé à quatre Jeux olympiques d'été (1924, 1928, 1932 et 1936). Il remporte deux médailles d'argent à celui de 1932 (aux épreuves du concours général par équipes hommes et du saut hommes).
En 1936, il est le porte-drapeau olympique des États-Unis.